# Pico Razgrad
O pico Razgrad (Vrah Razgrad \'vr&h 'raz-grad\) é um pico coberto de gelo, com 550 metros de altitude, localizado na Ilha Greenwich. O pico está localizado a 740 metros ao sudeste do Pico Terter, a 1,7 km a sudoeste do Pico Momchil, a 2,7 km a oeste do Cume Viskyar, a 1,51 km a norte-nordeste de Ephraim Bluff.
O pico tem esse nome em homenagem a cidade de Razgrad, localizada no nordeste da Bulgária.

### Mapas

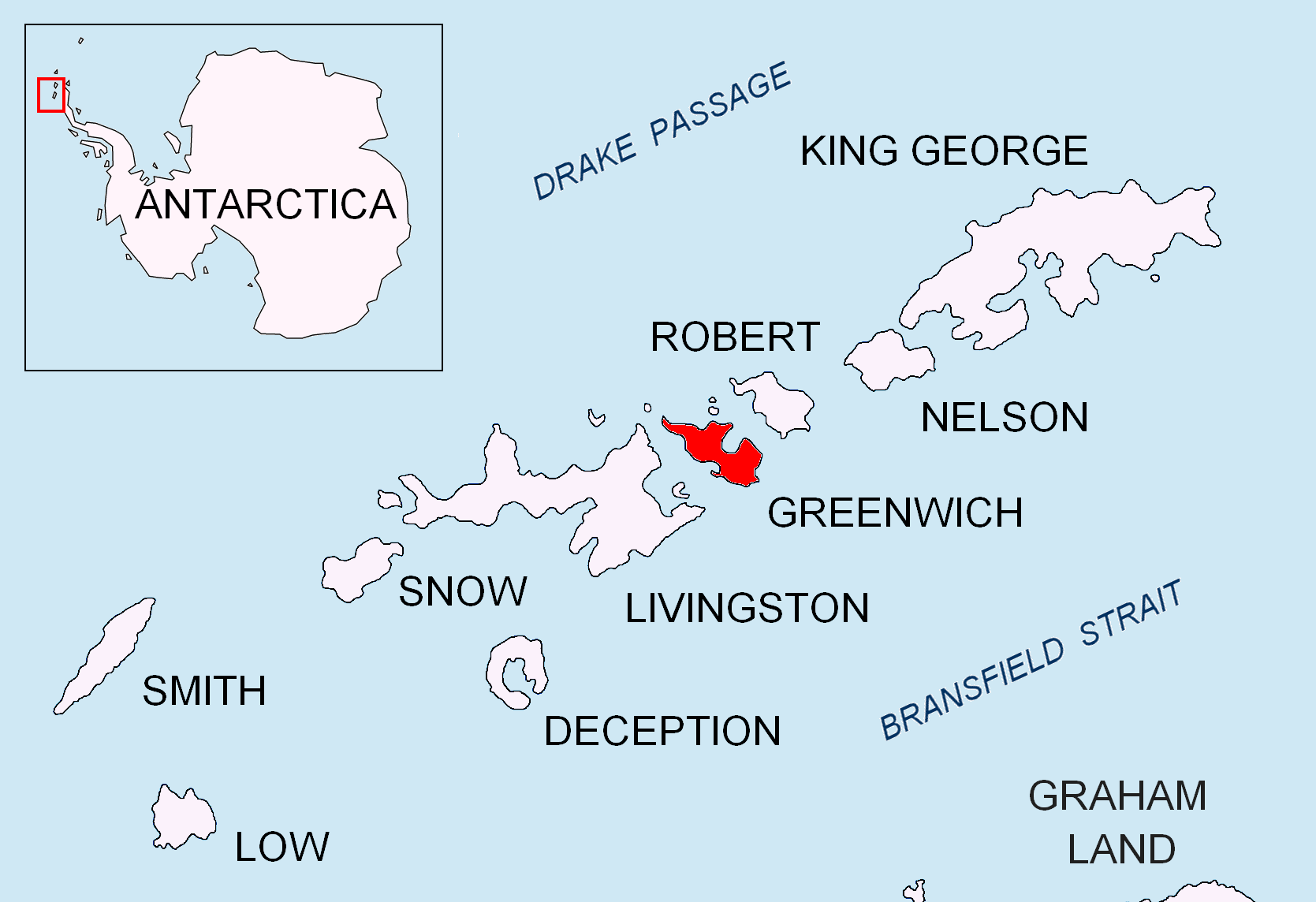
Localização da Ilha Greenwich.

- L.L. Ivanov et al. Antarctica: Livingston Island and Greenwich Island, South Shetland Islands. Scale 1:100000 topographic map. Sofia: Antarctic Place-names Commission of Bulgaria, 2005.
- L.L. Ivanov. Antarctica: Livingston Island and Greenwich, Robert, Snow and Smith Islands. Scale 1:120000 topographic map.  Troyan: Manfred Wörner Foundation, 2009.  ISBN 978-954-92032-6-4